# Zmarli w maju 2022

## Maj 2022
- 31 maja
  - Ahn Byong-man – południowokoreański nauczyciel akademicki, rektor Koreańskiego Uniwersytetu Języków Obcych (1994–2004), minister edukacji, nauki i technologii (2008–2010)[1]
  - Ingram Marshall – amerykański kompozytor[2]
  - KK – indyjski wokalista[3]
  - Gregory Kpiebaya – ghański duchowny rzymskokatolicki, biskup Wa (1974–1994) i arcybiskup Tamale (1994–2009)[4]
  - Stanisław Krzywicki – polski historyk i menedżer kultury, wieloletni dyrektor Książnicy Pomorskiej[5]
  - Jacques N’Guea – kameruński piłkarz[6]
  - Kelly Joe Phelps – amerykański muzyk gatunku blues, folk, americana i gospel, autor piosenek[7]
  - Dave Smith – amerykański inżynier, współtwórca systemu MIDI i założyciel Sequential Circuits[8]
- 30 maja
  - Karol Bal – polski filozof[9]
  - Friedrich Christian Delius – niemiecki pisarz[10]
  - Milton Gonçalves – brazylijski aktor[11]
  - Mariusz Linke – polski trener, zawodnik mieszanych sztuk walki (MMA) oraz brazylijskiego jiu-jitsu[12]
  - Boris Pahor – słoweński pisarz[13]
  - Stan Rodger – nowozelandzki polityk i związkowiec, parlamentarzysta, minister (1984–1990)[14]
  - Tomás Sáez – hiszpański aktor[15]
  - Carlo Smuraglia – włoski polityk i działacz kombatancki, senator[16]
  - Paul Vance – amerykański autor tekstów piosenek, producent nagrań[17]
  - Jerzy Widuchowski – polski lekarz, prof. dr hab. nauk medycznych[18]
- 29 maja
  - Dakis – grecki piosenkarz[19]
  - Virgil Dridea – rumuński piłkarz i trener[20]
  - Tarzan Goto – japoński wrestler, zawodnik sumo[21]
  - Ronnie Hawkins – amerykańsko-kanadyjski piosenkarz rock and rollowy, autor piosenek[22]
  - Minoru Iizuka – japoński zapaśnik, olimpijczyk z 1956[23]
  - Jolanta Kolczyńska – polska działaczka kombatancka, członek Zarządu Związku Powstańców Warszawskich, uczestniczka powstania warszawskiego[24][25]
  - Izabela Malinowska – polska prawniczka i politolożka, prof. nauk społecznych, wykładowczyni UW[26][27]
  - Maria Mirecka-Loryś – polska działaczka narodowa, komendantka główna Narodowego Zjednoczenia Wojskowego Kobiet, dyrektor Krajowego Zarządu KPA[28][29][30]
  - Kazimierz Nikin – polski kajakarz i trener[31]
  - Frederico Rodrigues de Oliveira – brazylijski piłkarz[32]
  - Sidhu Moose Wala – indyjski piosenkarz, raper i aktor[33]
  - Gary Winram – australijski pływak, olimpijczyk[34]
  - Enea Zhegu – albański aktor[35]
- 28 maja
  - Evaristo Carvalho – saotomejski polityk, minister, premier (1994, 2001–2002) oraz prezydent Wysp Świętego Tomasza i Książęcej (2016–2021)[36]
  - Péter Haumann – węgierski aktor[37]
  - Bo Hopkins – amerykański aktor[38]
  - Marino Masé – włoski aktor[39]
  - Bujar Nishani – albański polityk, prezydent Albanii (2012–2017)[40]
  - Stanisław Padowicz – polski urzędnik, wicewojewoda rzeszowski (1988–1990)[41]
  - Yves Piétrasanta – francuski polityk, samorządowiec, eurodeputowany[42]
  - Ernesto Vecchi – włoski duchowny rzymskokatolicki, biskup pomocniczy Bolonii (1998–2011)[43]
- 27 maja
  - Jean Carrère – francuski rugbysta, reprezentant kraju[44]
  - Gautam Chakroborty – bengalski polityk, minister zasobów wodnych (2001–2006)[45]
  - Pedro de Moraes – brazylijski operator filmowy[46]
  - Claude Rutault – francuski malarz[47]
  - Michael Sela – izraelski biochemik i immunolog pochodzenia polskiego, rektor Instytutu Naukowego Weizmana[48]
  - Angelo Sodano – włoski duchowny rzymskokatolicki i dyplomata, kardynał biskup, sekretarz stanu Stolicy Apostolskiej (1991–2006), dziekan Kolegium Kardynalskiego (2005–2019)[49]
  - Ahmad Syafi’i Maarif – indonezyjski duchowny muzułmański i filantrop, lider Muhammadiyah (1998–2005)[50]
- 26 maja
  - Arnold Burgen – brytyjski lekarz i farmakolog, członek Royal Society[51]
  - Michał Cichy – polski trener siatkarski[52]
  - Ciriaco De Mita – włoski polityk i prawnik, parlamentarzysta krajowy i europejski, minister, lider DC (1982–1989), premier Włoch (1988–1989)[53]
  - Lee Eol – południowokoreański aktor[54]
  - Andy Fletcher – brytyjski basista i keyboardzista, współzałożyciel i członek zespołu Depeche Mode[55]
  - Teodor Kukuruza – ukraiński poeta, piosenkarz i kompozytor[56]
  - Stefan Laube – polski farmaceuta, uczestnik powstania warszawskiego i działacz kombatancki, kawaler orderów[57]
  - Ray Liotta – amerykański aktor[58]
  - George Shapiro – amerykański producent filmowy i telewizyjny[59]
  - Siergiej Romanowcew – radziecki funkcjonariusz KGB w stopniu pułkownika i dyplomata, Bohater Związku Radzieckiego[60]
  - Enju Todorow – bułgarski zapaśnik[61]
  - Bill Walker – amerykański kompozytor country, dyrygent, producent muzyczny i aranżer[62]
  - Alan White – brytyjski perkusista, członek zespołu Yes[63]
  - Sergiusz Wilczycki – białoruski historyk, publicysta[64]
  - John Zderko – amerykański aktor[65]
- 25 maja
  - Jean-Louis Chautemps – francuski saksofonista jazzowy[66]
  - Dick Conway – nowozelandzki rugbysta[67]
  - Teresa Dutkiewicz – polska dziennikarka i chemik, działaczka polonijna na Ukrainie[68]
  - Luis Eichhorn – argentyński duchowny rzymskokatolicki, biskup Morón (2004–2017)[69]
  - Livia Gyarmathy – węgierska reżyserka i scenarzystka filmowa[70]
  - Armin Kühne – niemiecki fotografik[71]
  - Eduardo Lizalde – meksykański poeta[72]
  - Wies van Dongen – holenderski kolarz szosowy[73]
- 24 maja
  - Barbara Allende – hiszpańska fotografka, projektantka okładek[74]
  - Władimir Awierczew – rosyjski polityk i ekonomista, deputowany Dumy Państwowej[75]
  - Luis Calderón – peruwiański piłkarz[76]
  - Gennaro Cannavacciuolo – włoski aktor[77]
  - David Datuna – amerykański artysta wizualny pochodzenia gruzińskiego[78]
  - Jan Gąsiorowski – polski trener skoczków narciarskich[79]
  - Tadeusz Jankowski – polski narciarz i trener, olimpijczyk (1964)[80]
  - Horst Sachtleben – niemiecki aktor[81]
  - Stanisław Salmonowicz – polski historyk, prof. dr hab.[82]
  - Thomas Ulsrud – norweski curler, medalista olimpijski[83]
  - Maciej Wacław – polski gitarzysta i wokalista, członek m.in. zespołu Schizma[84]
- 23 maja
  - Thom Bresh – amerykański piosenkarz i gitarzysta country[85]
  - Élie Buzyn – francuski lekarz chirurg pochodzenia polsko-żydowskiego, ocalony z Holokaustu[86]
  - Francesco Ferrari – włoski polityk i samorządowiec, parlamentarzysta krajowy i europejski[87]
  - Marian Górski – polski ekonomista, prof. dr hab. n. ekon., dziekan Wydziału Zarządzania Uniwersytetu Warszawskiego (1990–1996)[88]
  - Anita Gradin – szwedzka dziennikarka, dyplomatka, polityk, komisarz UE[89]
  - Maja Lidia Kossakowska – polska pisarka fantastyki, dziennikarka[90][91]
  - Wendell Lucena Ramalho – brazylijski piłkarz[92]
  - Lech Ramczykowski – polski piłkarz ręczny i działacz sportowy[93]
  - Ilkka Suominen – fiński polityk, minister handlu i przemysłu (1987–1991), eurodeputowany[94]
  - Ryszard Turkiewicz – polski bibliotekarz, poeta i felietonista[95]
  - Zaw Htay – birmański wojskowy i rzecznik prasowy, dyrektor biura szefa rządu (2016–2021)[96]
- 22 maja
  - Hakim Bey (Peter Lamborn Wilson) – amerykański pisarz, poeta i historyk kultury, działacz anarchistyczny[97]
  - Kanamat Botaszew – rosyjski pilot wojskowy, generał major, uczestnik rosyjskiej inwazji na Ukrainę[98]
  - Chafia Boudraa – algierska aktorka[99]
  - József Duró – węgierski piłkarz[100]
  - Les Dyl – angielski rugbysta[101]
  - Agnieszka Gawerska-Jabłonowska – polska dziennikarka telewizyjna[102]
  - Mohammad Ibrahim Kederi – afgański zapaśnik, olimpijczyk[103]
  - Anna Rajner – polska pielęgniarka, działaczka społeczna i samorządowa[104]
  - Miro Silvera – włoski pisarz i tłumacz[105]
  - Jaakko Syrjä – fiński pisarz[106]
- 21 maja
  - Marco Cornez – chilijski piłkarz[107]
  - Jiří Václav Hampl – czeski rzeźbiarz i malarz[108]
  - Heddy Honigmann – holenderska reżyserka i dokumentalistka[109]
  - Urszula Kaczmarek – polska lekarz stomatolog, prof. dr hab.[110]
  - Barbara Martelińska – polska wokalistka jazzowa[111]
  - Rosemary Radford Ruether – amerykańska pisarka, teolożka feministyczna i feministka[112]
  - Emil Wcela – amerykański duchowny rzymskokatolicki, biskup pomocniczy Rockville Centre (1988–2007)[113]
  - Natalia Wieliczko – radziecka aktorka i reżyserka[114]
  - Jiří Zídek – czeski koszykarz[115]
- 20 maja
  - Muthaffar al-Nawab – iracki poeta i krytyk literacki[116]
  - Ahmed Benaissa – algierski aktor[117]
  - Mirosław Gołuński – polski literaturoznawca, profesor Uniwersytetu Kazimierza Wielkiego w Bydgoszczy[118]
  - Tadeusz Januszko – polski lekarz, profesor, rektor Uniwersytetu Medycznego w Białymstoku[119]
  - Vladimir Nenadić – serbski piłkarz[120]
  - Camille Ninel – francuski piłkarz[121]
  - Kazimierz Pieńkowski – polski wykładowca akademicki, profesor zwyczajny[122]
  - Kirill Teiter – estoński polityk, dziennikarz i satyryk, parlamentarzysta[123]
  - Walter Valentini – włoski rzeźbiarz, malarz i grafik[124]
- 19 maja
  - Vaqif Əsədov – azerski aktor i reżyser[125]
  - Jean-Louis Comolli – francuski reżyser, scenarzysta i krytyk filmowy[126]
  - Jacques Couturier – francuski aktor[127]
  - Hyŏn Ch’ŏl Hae – północnokoreański generał i polityk[128]
  - Aseff Ahmad Daula – pakistański polityk, minister spraw zagranicznych (1993–1996) i edukacji (2008–2010)[129]
  - Guido Lembo – włoski piosenkarz[130]
  - Chete Lera – hiszpański aktor[131]
  - Franciszek Rachel – polski lekarz chirurg i działacz samorządowy[132]
  - Jerzy Zass – polski aktor[133]
  - Bernard Wright – amerykański piosenkarz soulowy i jazzowy, klawiszowiec[134][135]
- 18 maja
  - Silvia Baleani – urugwajska śpiewaczka operowa, sopran[136]
  - Brian Bedford – walijski piłkarz[137]
  - Anne Howells – brytyjska śpiewaczka operowa (mezzosopran)[138]
  - Dominik Jokiel – polski gitarzysta, członek zespołów Turbo i Aion[139]
  - Faouzi Mansouri – algierski piłkarz[140]
  - Bob Neuwirth – amerykański wokalista, autor piosenek, producent muzyczny, artysta wizualny[141]
  - Paul Plimley – kanadyjski pianista jazzowy[142]
  - Thomas Resetarits – austriacki rzeźbiarz[143]
  - Wim Rijken – holenderski aktor i piosenkarz[144]
  - Martin Šustr – czeski piłkarz[145]
  - Michael Sze – hongkoński urzędnik państwowy, sekretarz ds. konstytucyjnych i służby cywilnej[146]
  - Domingo Villar – hiszpański pisarz[147]
  - Marek Zawirski – polski neurochirurg, prof. dr hab.[148]
- 17 maja
  - Mohammad Abdel-Hamid Bejdun – libański polityk szyicki i wykładowca akademicki[149]
  - Francisco Rodríguez García – hiszpański piłkarz[150]
  - Rolands Kalniņš – łotewski reżyser filmowy[151]
  - Kazimierz Korpysz – polski działacz polityczny i pszczelarz[152]
  - Marian Mainda – polski dowódca wojskowy, generał dywizji WP[153][154]
  - Antonio Oviedo – hiszpański piłkarz i trener[155]
  - Rick Price – brytyjski basista, członek zespołu The Move[156]
  - Marnie Schulenburg – amerykańska aktorka[157]
  - Igor Starović – serbski piosenkarz i kompozytor[158]
  - Vangelis – grecki twórca muzyki elektronicznej i muzyki filmowej[159]
- 16 maja
  - Josef Abrhám – czeski aktor[160]
  - Rainer Basedow – niemiecki aktor[161]
  - Hilarion – rosyjski duchowny prawosławny, biskup Rosyjskiego Kościoła Prawosławnego poza granicami Rosji[162]
  - Lenny Laroux – holenderski muzyk i piosenkarz[163]
  - Albin Molnár – węgierski żeglarz, olimpijczyk[164]
  - Ademola Okulaja – niemiecki koszykarz, pochodzenia nigeryjskiego[165]
  - Mabel Pesen – argentyńska aktorka[166]
- 15 maja
  - Robert Cogoi – belgijski piosenkarz[167]
  - Frank Curry – australijski rugbysta i trener[168]
  - Ignacy Gogolewski – polski aktor, reżyser teatralny i filmowy[169]
  - Klara Höfels – niemiecka aktorka, reżyserka teatralna i dokumentalna[170]
  - Tadeusz Kowalczyk – polski polityk i rolnik, poseł na Sejm X i I kadencji (1989–1993)[171]
  - Stanisław Kulon – polski rzeźbiarz[172]
  - Martin Munyanyi – zimbabweński duchowny rzymskokatolicki, biskup Gweru (2006–2012)[173]
  - Stevan Ostojić – serbski piłkarz[174]
  - Jerzy Trela – polski aktor[175]
  - Șerban-Constantin Valeca – rumuński polityk i inżynier nuklearny, parlamentarzysta, minister badań naukowych i innowacji (2017)[176]
- 14 maja
  - Donal Courtney – irlandzki aktor[177]
  - Rienat Ibragimow – rosyjski śpiewak operowy i estradowy[178]
  - Valerio Onida – włoski prawnik konstytucjonalista, sędzia i przewodniczący (2004–2005) Sądu Konstytucyjnego[179]
  - Maxi Rolón – argentyński piłkarz[180]
  - Breno Silveira – brazylijski reżyser filmowy[181]
  - Toomas Suuman – estoński aktor i reżyser[182]
  - Francesco Zerrillo – włoski duchowny rzymskokatolicki, biskup Tricarico (1985–1997) i Lucera-Troia (1997–2007)[183]
- 13 maja
  - Chalifa ibn Zajid Al Nahajjan – emiracki polityk, prezydent Zjednoczonych Emiratów Arabskich (2004–2022)[184]
  - Teresa Berganza – hiszpańska śpiewaczka operowa (mezzosopran)[185]
  - Tito Ramon Correa – paragwajski piłkarz[186]
  - Andrzej Danielski – duchowny rzymskokatolicki, twórca chóru dziecięcego 'biedronki", kawaler Orderu Uśmiechu[187]
  - Karim Djoudi – algierski polityk, minister finansów (2007–2014)[188]
  - Ricky Gardiner – szkocki gitarzysta rockowy, kompozytor[189]
  - Matteo Guarnaccia – włoski malarz i ilustrator[190]
  - Lil Keed – amerykański raper i autor tekstów[191]
  - Simon Preston – angielski organista, dyrygent i kompozytor[192]
  - Witold Potwora – polski ekonomista, dr hab., prorektor Wyższej Szkoły Zarządzania i Administracji w Opolu[193]
  - Yang Hyŏng Sŏp – północnokoreański polityk, przewodniczący Prezydium Najwyższego Zgromadzenia Ludowego (1983–1998), szef Demokratycznego Frontu na rzecz Zjednoczenia Ojczyzny[194]
- 12 maja
  - Dawid Bręk – polski koszykarz[195]
  - Gino Cappelletti – amerykański futbolista[196]
  - Luis Albeiro Cortés Rendón – kolumbijski duchowny rzymskokatolicki, biskup Vélez (2003–2015), biskup pomocniczy Pereira (2015–2022)[197]
  - Robert C. McFarlane – amerykański urzędnik państwowy i oficer United States Marine Corps, doradca ds. bezpieczeństwa narodowego (1983–1985)
  - Francesco Nucara – włoski architekt, dziennikarz, polityk[198]
  - Maria Pańczyk-Pozdziej – polska nauczycielka, dziennikarka, propagatorka kultury i gwary śląskiej, senator, w latach 2011–2015 wicemarszałek Senatu[199]
  - Arnold Walker – angielski rugbysta[200]
- 11 maja
  - Szirin Abu Akila – palestyńska dziennikarka[201]
  - Juan Amat – hiszpański hokeista, medalista olimpijski (1980)[202]
  - William Bennett – brytyjski flecista i pedagog[203]
  - Jerzy Białobrzewski – polski folklorysta[204]
  - Jeroen Brouwers – holenderski pisarz[205]
  - Paul Ginsborg – brytyjski historyk[206]
  - Halina Górka-Grabowska – polska działaczka konspiracji niepodległościowej w czasie II wojny światowej, dama Orderu Virtuti Militari[207]
  - Henk Groot – holenderski piłkarz[208]
  - Krystyna Majewska – polska działaczka sportowa, sędzia kajakarski[209]
  - Maryna Miklaszewska – polska dziennikarka i pisarka, działaczka opozycji niepodległościowej[210]
  - Trevor Strnad – amerykański muzyk i wokalista, członek zespołu The Black Dahlia Murder[211][212]
  - Vlastislav Toman – czeski pisarz i dziennikarz[213]
  - Alexander Toradze – amerykański pianista klasyczny pochodzenia gruzińskiego[214]
  - Ryuhei Ueshima – japoński aktor i komik[215]
- 10 maja
  - Gojko Burzanović – czarnogórski aktor[216]
  - Doug Caldwell – nowozelandzki pianista jazzowy[217]
  - María Duval – argentyńska aktorka[218]
  - Mieczysław Kluge – polski działacz konspiracji niepodległościowej w czasie II wojny światowej, uczestnik powstania warszawskiego, kawaler orderów[219]
  - Adam Kołątaj – polski zootechnik, prof. dr hab.[220]
  - Łeonid Krawczuk – ukraiński polityk, działacz komunistyczny, przewodniczący Rady Najwyższej Ukraińskiej SRR i Rady Najwyższej Ukrainy (1990–1991), prezydent Ukrainy (1991–1994)[221]
  - Bob Lanier – amerykański koszykarz[222]
  - Irena Miazga – polska harcerka i podporucznik Armii Krajowej, działaczka kombatancka[223]
  - Katsumoto Saotome – japoński pisarz[224]
  - Glyn Shaw – walijski rugbysta[225]
  - Zbigniew Szwast – polski chemik, prof. dr hab. inż.[226]
  - Peter Wu Junwei – chiński duchowny katolicki, prefekt apostolski Xinjiang (2010–2022)[227][228]
- 9 maja
  - Robert Brom – amerykański duchowny katolicki, biskup Duluth (1983–1989) i San Diego (1990–2013)[229]
  - Victor Chamorro – hiszpański pisarz[230]
  - Denis Dubrow – ukraiński pływak, multimedalista paraolimpijski[231][232]
  - Tadeusz Grygiel – polski koszykarz[233]
  - Bengt Johansson – szwedzki piłkarz ręczny i trener[234]
  - Linda Lê – francuska pisarka, pochodzenia wietnamskiego[235]
  - Ludwik Lewin – polski dziennikarz, poeta, prozaik i filmowiec[236]
  - Jody Lukoki – kongijski piłkarz[237]
  - Minoru Nojima – japoński pianista[238][239]
  - Adreian Payne – amerykański koszykarz[240]
  - Xhevdet Peci – kosowski i jugosłowiański bokser[241]
  - Inge Viett – niemiecka terrorystka i działaczka skrajnie lewicowa, członek Ruchu 2 Czerwca i RAF[242]
  - Dawyd Żwanija – ukraiński polityk i przedsiębiorca gruzińskiego pochodzenia, deputowany i minister[243]
- 8 maja
  - Henryk Czerwiński – polski działacz podziemia niepodległościowego w czasie II wojny światowej, działacz kombatancki, kawaler orderów[244][245]
  - Syd Farrimond – angielski piłkarz[246]
  - Robert Gillmor – brytyjski artysta i ilustrator[247]
  - Marija Gusakowa – rosyjska biegaczka narciarska[248]
  - Kim Ji-ha – południowokoreański poeta i dramaturg[249]
  - Waldemar Paruch – polski politolog, nauczyciel akademicki oraz polityk, profesor nauk społecznych[250]
  - Stefanos Petrakis – grecki lekkoatleta, sprinter[251]
  - Andrzej Reiche – polski archeolog specjalizujący się w archeologii Bliskiego Wschodu[252]
  - Fred Ward – amerykański aktor[253]
  - Dennis Waterman – brytyjski aktor i piosenkarz[254]
  - Józef Żmija – polski inżynier materiałoznawca i specjalista fizyki technicznej, prof. dr hab. n. tech.[255]
- 7 maja
  - Antón Arieta – hiszpański piłkarz, reprezentant kraju[256]
  - Jurij Awerbach – rosyjski szachista, pretendent do tytułu mistrza świata[257]
  - Igor Bedzai – ukraiński pilot wojskowy, pułkownik[258]
  - Jürgen Blin – niemiecki bokser[259]
  - Elisa Maria Damião – portugalska polityk i związkowiec, posłanka do Parlamentu Europejskiego IV i V kadencji (1998–2004)[260]
  - Fisseha Desta – etiopski generał, wiceprezydent Etiopii (1987–1991)[261]
  - Mickey Gilley – amerykański piosenkarz country[262]
  - Marek Grabowski – polski polityk i lekarz epidemiolog, dr n. med., wiceminister zdrowia (2006–2007), rektor Wyższej Szkoły Zarządzania w Częstochowie[263]
  - Kang Soo-yeon – południowokoreańska aktorka[264]
  - Jack Kehler – amerykański aktor[265]
  - Otylia Kokocińska – polska polityk, nauczycielka i regionalistka, posłanka na Sejm PRL V kadencji (1969–1972)[266]
  - Bruce MacVittie – amerykański aktor[267]
  - Francis J. Meehan – amerykański dyplomata, ambasador USA w Czechosłowacji (1979–1980), Polsce (1980–1983) i NRD (1985–1988)[268]
  - Simion Mironaș – rumuński piłkarz[269]
  - Dominique Mortemousque – francuski polityk i samorządowiec, senator (2002–2008)[270]
  - Adel Al Mulla – katarski piłkarz[271]
  - Marek Olędzki – polski samorządowiec i działacz opozycyjny w PRL, burmistrz Sokołowa Podlaskiego (1990–1992)[272]
  - Robin Parkinson – brytyjski aktor[273]
  - Amadou Soumahoro – iworyjski polityk, przewodniczący Zgromadzenia Narodowego (2019–2022)[274]
- 6 maja
  - Eugenio Allegri – włoski aktor[275]
  - Gabriel Garran – francuski aktor i reżyser teatralny[276]
  - Alan Gillis – irlandzki polityk i rolnik, poseł do Parlamentu Europejskiego IV kadencji (1994–1999)[277]
  - Jewell – amerykańska wokalistka R&B[278]
  - Zbigniew Kowal – polski profesor nauk technicznych, specjalizujący się w konstrukcjach metalowych, bezpieczeństwie i niezawodności oraz teorii konstrukcji, rektor Politechniki Świętokrzyskiej[279]
  - Kelly Meafua – samoański rugbysta[280]
  - Hajdar Muneka – albański publicysta i dyplomata[281]
  - George Pérez – amerykański twórca komiksów[282]
  - Mirosław Pietrewicz – polski ekonomista, prof. dr hab., minister-kierownik Centralnego Urzędu Planowania (1993–1996), wicepremier i minister skarbu (1996–1997), poseł na Sejm III kadencji (1997–2001), członek Rady Polityki Pieniężnej (2004–2010)[283][284]
- 5 maja
  - Lamine Conteh – sierraleoński piłkarz[285]
  - Siergiej Diaczenko – ukraiński pisarz, scenarzysta i redaktor[286]
  - José Manuel Liaño Flores – hiszpański polityk i prawnik, burmistrz A Coruña (1976–1979)[287]
  - Ronald Lopatni – chorwacki waterpolista, mistrz olimpijski (1968)[288]
  - Théodore Zué Nguéma – gaboński piłkarz[289]
  - Wiktor Ostrowski – polski działacz opozycji w okresie PRL, kawaler orderów[290]
  - František Plass – czeski piłkarz i trener[291]
  - José Luis Violeta – hiszpański piłkarz[292]
  - Kenneth Welsh – kanadyjski aktor[293]
  - Leo Wilden – niemiecki piłkarz[294]
- 4 maja
  - Albin Julius – austriacki muzyk, twórca projektu Der Blutharsch[295]
  - Józef Leśniak – polski polityk i samorządowiec, poseł na Sejm, wicewojewoda małopolski (2019–2022)[296]
  - Zbigniew Kicka – polski bokser, trener[297]
  - Kenny Moore – amerykański lekkoatleta, długodystansowiec i maratończyk; olimpijczyk (1968, 1972)[298]
  - Harm Ottenbros – holenderski kolarz szosowy, mistrz świata (1969)[299]
  - Lalli Partinen – fiński hokeista, olimpijczyk[300]
  - Howie Pyro – amerykański basista punkrockowy[301]
  - Hélène de Saint-Père – francuska aktorka[302]
  - Jan Szuflik – polski samorządowiec, burmistrz gminy Malechowo (1990–2010)[303]
  - Zofia Szromba-Rysowa – polska etnolożka, dr hab.[304]
  - Géza Varasdi – węgierski lekkoatleta (sprinter), medalista olimpijski (1952)[305]
- 3 maja
  - Luca Boschi – włoski scenarzysta i badacz włoskiego komiksu[306]
  - Tony Brooks – brytyjski kierowca wyścigowy[307]
  - Lino Capolicchio – włoski aktor, reżyser i scenarzysta filmowy[308]
  - Klaus Hirche – niemiecki hokeista[309]
  - Krzysztof Jankowski – polski perkusista, członek zespołu Ghost[310]
  - Aleksander Jezioro – polski brydżysta[311][312]
  - Stepan Kaczaraba – ukraiński historyk[313]
  - Jerzy Kałucki – polski malarz, członek Grupy Krakowskiej[314]
  - Ted Luscombe – szkocki duchowny anglikański, biskup Brechin (1975–1990), prymas Szkockiego Kościoła Episkopalnego (1985–1990)[315][316]
  - Bertold Lysik – polski matematyk, dr hab.[317]
  - Norman Mineta – amerykański polityk, sekretarz handlu (2000–2001), sekretarz transportu (2001–2006)[318]
  - Michel Schooyans – belgijski duchowny i teolog rzymskokatolicki, jezuita, filozof[319]
  - Andrzej Stefański – polski pianista, Honorowy Obywatel Miasta Krotoszyna[320]
  - Stanisłau Szuszkiewicz – radziecki i białoruski naukowiec, pierwszy przywódca niepodległej Białorusi[321]
  - Eugeniusz Wasilewski – litewski filozof narodowości polskiej[322]
  - Zbigniew Witkowski – polski aktor teatralny[323]
  - Mieke Wijaya – indonezyjska aktorka i modelka[324]
- 2 maja
  - Ursula Braun-Moser – niemiecka polityk i ekonomistka, profesor, eurodeputowana II i III kadencji (1984–1989, 1990–1994)[325]
  - Biancamaria Frabotta – włoska pisarka i poetka[326]
  - Siegfried Gasser – austriacki samorządowiec, burmistrz Bregencji[327]
  - Monika Hamanowa – polska historyczka, prof. dr hab.[328][329]
  - Joseph Raz – izraelski specjalista w zakresie filozofii prawa[330]
  - Stanisław Tomkiewicz – polski polityk, dziennikarz i rolnik, poseł na Sejm Kontraktowy (1989–1991)
  - Đuro Seder – chorwacki malarz[331]
  - Andrzej Maria Sielski – polski kompozytor i aranżer[332]
  - Mirosław Stegienko – polski samorządowiec, burmistrz Olsztynka (2002–2010 i 2018–2022)[333]
  - Jurij Wasienin – rosyjski piłkarz[334]
- 1 maja
  - Ricardo Alarcón – kubański polityk i dyplomata, minister spraw zagranicznych (1992–1993), przewodniczący parlamentu (1993–2013)[335]
  - Naftali Blumenthal – izraelski polityk, poseł do Knesetu[336]
  - Kathy Boudin – amerykańska działaczka lewicowa, członkini grupy terrorystycznej Weatherman, wykładowca akademicki[337]
  - Ilan Gilon – izraelski polityk, poseł do Knesetu[338]
  - Elżbieta Laskowska – polski filolog, prof. dr hab.[339]
  - Totoyo Millares – hiszpański muzyk folkowy, pedagog[340]
  - Aleksander Nawrocki – polski poeta, pisarz, tłumacz i wydawca[341]
  - Ivica Osim – bośniacki piłkarz i trener[342]
  - Ric Parnell – angielski perkusista rockowy, członek zespołów Spinal Tap i Atomic Rooster[343]
  - Michel Vinaver – francuski dramatopisarz[344]
  - Régine Zylberberg – francuska piosenkarka[345]

- data dzienna nieznana
  - Zofia Kucharczyk – polska śpiewaczka ludowa, członkini Zespołu śpiewaczego „Zakukała kukułecka”[346][347]
  - Janusz Michalski – polski prawnik i działacz państwowy, naczelnik Czerwionki-Leszczyn (1981–1990)[348]
  - Aleksander Subbotin – rosyjski miliarder i oligarcha, dyrektor naczelny koncernu naftowego Łukoil[349]